# Piaski
Piaski este un oraș în Polonia.